# Brunettia chydaea
Brunettia chydaea är en tvåvingeart som beskrevs av Quate 1967. Brunettia chydaea ingår i släktet Brunettia och familjen fjärilsmyggor. Inga underarter finns listade i Catalogue of Life.